# 閃色棋
閃色棋（Photonic Attack），是L. Lynn Smith於2001年推出的兩人棋類，類似蜘蛛四子棋與同化棋的結合。

## 棋具
- 8*8方格棋盤。
- 黑白棋類棋子。

## 規則
- 一回一著，每著需將一枚己棋放在邊格，然後朝該邊的垂直方向移動，直到遇到其他棋子或棋邊才停止，並會使八方鄰格所有敵棋變成己方。
- 當無法行棋時，遊戲結束，多子者勝[1]。

## 外部連結
- 遊戲介紹 （页面存档备份，存于）
- 實戰棋譜 （页面存档备份，存于）
- 遊戲下載 （页面存档备份，存于）